# Melpomene pseudonutans
Melpomene pseudonutans là một loài thực vật có mạch trong họ Polypodiaceae. Loài này được (H. Christ & Rosenst.) A.R. Sm. & R.C. Moran miêu tả khoa học đầu tiên năm 1992.